# MechWarrior 2: 31st Century Combat
MechWarrior 2: 31st Century Combat est un jeu vidéo d'action et de simulation de mecha sorti en 1995 sur PlayStation, Saturn et PC. C'est le deuxième épisode de la série MechWarrior.

## Système de jeu

### Mechs disponibles dans le jeu
| Modèle        | Classe   | Tonnage maximal (t) | Producteur industriel                                          | Type |
| ------------- | -------- | ------------------- | -------------------------------------------------------------- | ---- |
| Fire Moth     | Léger    | 20                  | Dominion Facility Kappa-4 e -5                                 | Clan |
| Kit Fox       | Léger    | 30                  | Babylon Mechworks V, Production Line Gamma 2, Ironhold Plant 9 | Clan |
| Jenner IIC    | Léger    | 35                  | Irece Alpha, altri                                             | Clan |
| Nova          | Moyen    | 50                  | Tokasha Mechworks                                              | Clan |
| Stormcrow     | Moyen    | 55                  | Tokasha MechWorks Gamma                                        | Clan |
| Mad Dog       | Lourd    | 60                  | vari                                                           | Clan |
| Hellbringer   | Lourd    | 65                  | vari                                                           | Clan |
| Rifleman IIC  | Lourd    | 65                  | Complex H-4 CCC                                                | Clan |
| Summoner      | Lourd    | 70                  | Eagle Craft Group, St. Louis MechWorks                         | Clan |
| Timber Wolf   | Lourd    | 75                  | Wolf Clan Site 2, Wolf Clan Site 1                             | Clan |
| Gargoyle      | D'assaut | 80                  | Wolf Clan Site OZ-1, Tokasha Mechworks                         | Clan |
| Warhammer IIC | D'assaut | 80                  | Manufacturing Plant DSF-12, Trellshire Heavy Industries        | Clan |
| Warhawk       | D'assaut | 85                  | Phan Industrialplex, Abysmal Manufacturing Complex             | Clan |
| Marauder IIC  | D'assaut | 85                  | Albion MMA Complex                                             | Clan |
| Dire Wolf     | D'assaut | 100                 | Wolf Clan Site 1                                               | Clan |

## Extensions

### Ghost Bear's Legacy
MechWarrior 2: Ghost Bear's Legacy est sorti en 1995 sur DOS et Windows.

### Mercenaries
MechWarrior 2: Mercenaries est une extension standalone sortie en 1996.